# Mieczysław Gorzka
Mieczysław Gorzka (ur. 1969 w Środzie Śląskiej) – polski pisarz i przedsiębiorca, z wykształcenia ekonomista. Autor literatury fantastycznonaukowej, fantasy, sensacyjnej, kryminalnej i horrorów.

## Życiorys
Uzyskał wykształcenie wyższe ekonomiczne. Od około 1990 mieszka we Wrocławiu, gdzie prowadzi własną firmę zajmującą się podatkami i księgowością. Od dzieciństwa był zagorzałym czytelnikiem i zamierzał zająć się pisarstwem. Jako swego ulubionego pisarza podaje Jo Nesbø.
Twórca postaci komisarza Marcina Zakrzewskiego, pojawiającego się pierwotnie w cyklu kryminalnym Cienie przeszłości (2019/2020). Gorzka napisał Martwy sad już w 2012, jednak książkę udało się wydać dopiero w 2019, ze zobowiązaniem, że autor napisze dwie kolejne części zdarzeń z życia komisarza Zakrzewskiego (Iluzja i Totentanz). Powstała trylogia, ponieważ taka seria pozwala zaistnieć na rynku i umocnić pozycję autora. Postać komisarza Marcina Zakrzewskiego powróciła w 2021 w cyklu Wściekłe psy, który docelowo ma być również trylogią.

## Wydane książki
- 2010: Horyzont zdarzeń; zbiór opowiadań fantastycznonaukowych[3]
- 2011 (?): Dokończenie pewnej historii[3]
- 2022: Krwawnica; thriller[6]
- 2023: Burza[7]
- 2023: Poszukiwacz zwłok[8]
- 2024: Wilczyca[9]

### Marcin Zakrzewski
- 2019: Martwy sad; cykl kryminalny Cienie przeszłości tom I[10]
- 2019: Iluzja; cykl kryminalny Cienie przeszłości tom II[11]
- 2020: Totentanz; cykl kryminalny Cienie przeszłości tom III[12]
- 2021: Polowanie na psy; cykl kryminalny Wściekłe psy tom I[13]
- 2021: Dziewięć; cykl kryminalny Wściekłe psy tom II[14]
- 2022: Lilie[15], Wydawnictwo Skarpa Warszawska[a][16], ISBN 978-83-67343-62-6
- 2023: Ostatni świt, cykl kryminalny Wściekłe psy tom III, Wydawnictwo Bukowy Las, ISBN 978-83-8074-534-6
- 2023: Totentanz. Cienie przeszłości, Wydawnictwo Bukowy Las, ISBN 978-83-8074-605-3[17]
- 2024: Nie Anioł. Nadkomisarz Marcin Zakrzewski[18], Wydawnictwo Skarpa Warszawska, ISBN 978-83-8329-414-8